# Campeche
Campeche (phát âm tiếng Tây Ban Nha: [kamˈpetʃe]) là một trong 31 bang, cùng với quận liên bang, là 32 thực thể Liên bang của México.
Nằm ở Đông Nam Mexico, bang này được bao quanh bởi các bang Yucatán về phía đông bắc, Quintana Roo về phía đông, và Tabasco về phía tây nam. Campeche giáp với tỉnh Peten của Guatemala về phía nam và về phía tây tiếp giáp vịnh Mexico.
Diện tích của Campeche là 57.924 km vuông (22,364.6 sq mi), và dân số là 822.441 người trong năm 2010. Campeche là một trong những bang có mật độ dân số thấp nhất tại Mexico (thứ năm sau Baja California Sur, Durango, Sonora, và Chihuahua).
Thủ phủ của bang là thành phố San Francisco de Campeche, được công nhận là Di sản thế giới của UNESCO.

## Liên kết
- Yucatan Today - The leading tourist guide to Merida and Yucatan - article about Campeche Lưu trữ ngày 31 tháng 1 năm 2009 tại Wayback Machine
- (tiếng Tây Ban Nha) Campeche State Government
- (tiếng Tây Ban Nha) Instituto de Cultura Lưu trữ ngày 25 tháng 2 năm 2012 tại Wayback Machine